# Spermatofor

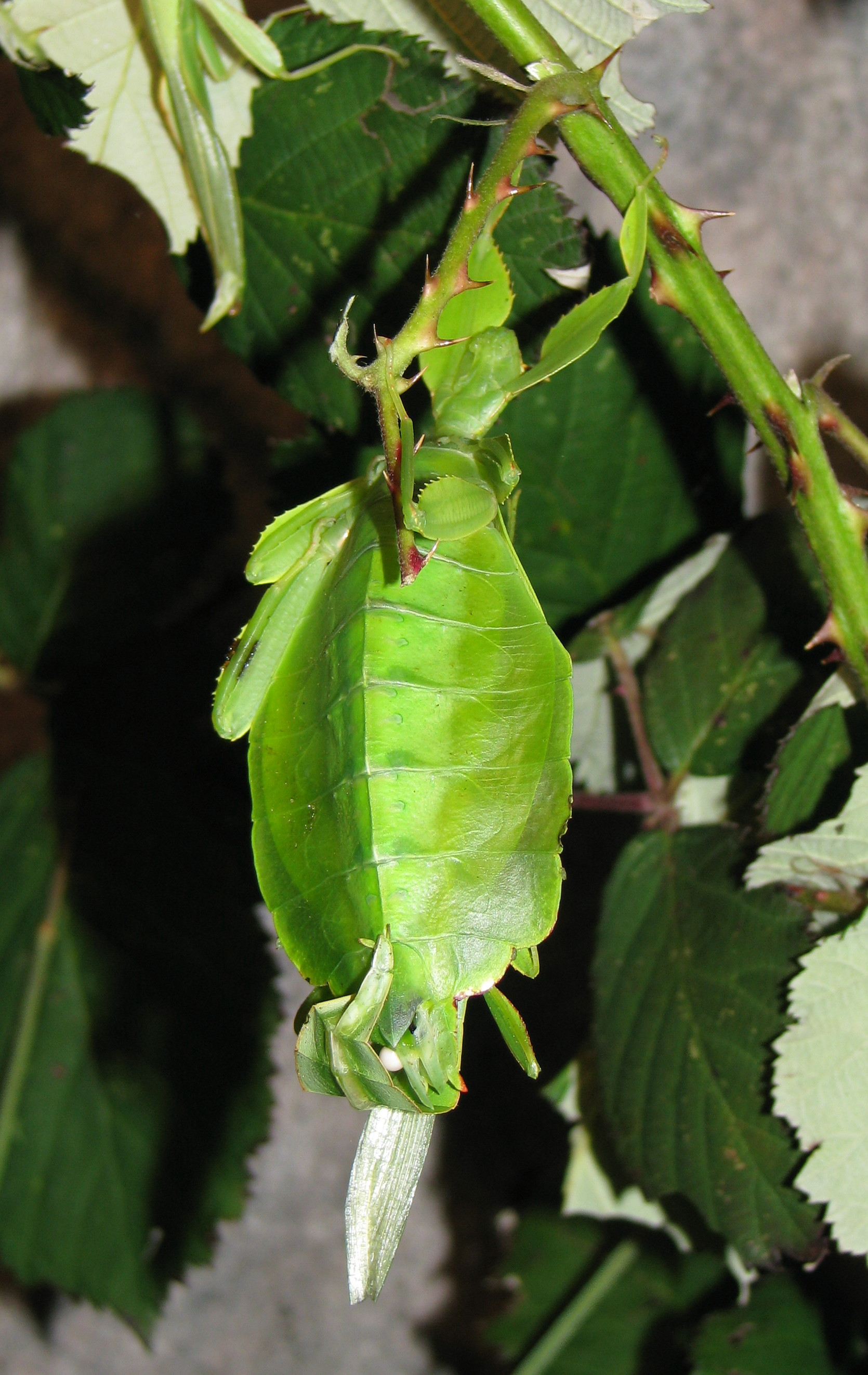
Parning av vandrande blad (Phyllium geryon). Det vita nära botten på bilden är en spermatofor.

En spermatofor är en kapsel med spermier som hanar inom vissa arter producerar och överför till honan vid parning.